# Baia delle Balene
La baia delle Balene (in inglese Bay of Whales) è una baia antartica della dipendenza di Ross.
Localizzata ad una latitudine di 78° 30' sud e ad una longitudine di 164°20' ovest, la baia si trova al limite della barriera di Ross, lungo la costa settentrionale dell'Isola Roosevelt. L'area è stata scoperta da Ernest Shackleton durante la spedizione Nimrod il 24 gennaio 1908 e chiamata così a causa del grande numero di balene presenti.

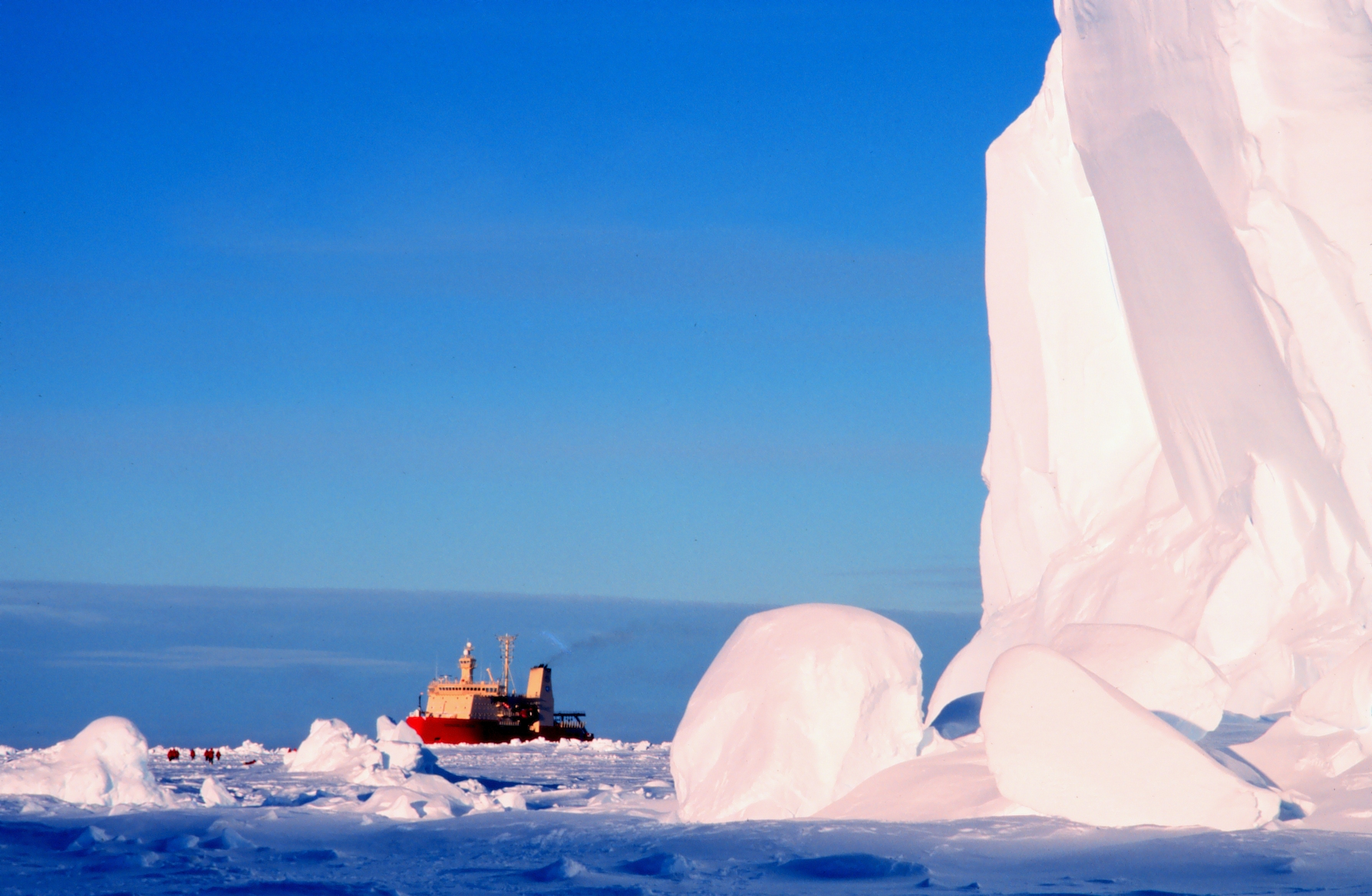
Un rompighiaccio usato come nave scientifica a baia delle Balene.

Il suo porto naturale è stato utilizzato da Roald Amundsen come base durante la spedizione al Polo Sud del 1911 e successivamente da Richard E. Byrde per le spedizioni del 1928-29 e 1933-35. È stata inoltre la base orientale dello U. S. Antarctic Service nel periodo 1939-40.
La configurazione del porto cambia continuamente a causa dello spostamento della banchisa. Uno studio effettuato durante la spedizione di Byrd del 1934 evidenza come tali movimenti siano influenzati dalla presenza dell'isola Roosevelt. Il comandante Glen Jacobsen della USN durante una ricognizione del 1955 ha osservato che lo sgretolamento della barriera aveva reso il porto temporaneamente inutilizzabile.